# 安藤彦太郎
安藤彦太郎（あんどう ひこたろう、1917年（大正6年）6月14日 - 2009年（平成21年）10月27日）は、日本の日中関係史学者、早稲田大学名誉教授。

## 経歴
1917年、神奈川県横浜市生まれ。早稲田大学政治経済学部を卒業。
「中国の会」は、尾崎秀樹が普通社主宰で1960年ごろに立ち上げ、野原四郎、竹内好、橋川文三、安藤、新島淳良、今井清一らをメンバーとした。
早稲田大学政経学部教授を務め、文化大革命の際は新島淳良や野村浩一とともにこれを礼賛した。1988年に定年退任、名誉教授となった。また、日中学院長をつとめ、のち名誉学院長。現代中国学会幹事を長く務めた。2009年10月27日、膀胱癌で死去、享年92歳。

## 家族・親族
- 妻：岸陽子は中国文学者・早稲田大学名誉教授。

## 著書

### 単著
- 中国研究所調査部 編『新中国の医療と衛生』中国研究所〈中国資料月報 55〉、1952年8月。
- 『変革と知識人 建設期中国の思想と学問』東和社、1952年10月。
- 『中国通信 1964～1966』大安、1966年11月。
- 『プロレタリア文化大革命』大安、1967年7月。
- 『北京』阿部徹雄・熊瀬川紀・島内英佑撮影、講談社〈原色写真文庫〉、1967年9月。
- 『日本人の中国観』勁草書房、1971年3月。
- 『中国通信』亜紀書房、1972年11月。
- 『第二・中国通信』亜紀書房、1972年11月。
- 『日本人の中国観』勁草書房、1975年7月。
- 『日中関係の視点』龍渓書舎、1975年7月。
- 『中華人民共和国の歩み』講談社〈図説中国の歴史 10〉、1977年10月。
- 『北京便り』玉川大学出版部〈玉川選書 102〉、1979年7月。
- 『革命いまだ成功せず 孫文伝』国土社〈世界を動かした人びと 12〉、1981年9月。ISBN 9784337026124。
- 『中国語と近代日本』岩波書店〈岩波新書〉、1988年2月。ISBN 9784004300120。
- 『虹の墓標 私の日中関係史』勁草書房、1995年1月。ISBN 9784326248285。
- 『日中学院の日々』日中学院、1996年11月。
- 『未来にかける橋 早稲田大学と中国』成文堂〈成文堂選書 35〉、2002年6月。ISBN 9784792391089。

### 編集
- 『満鉄 日本帝国主義と中国』御茶の水書房、1965年7月。
- 『文化大革命の研究』亜紀書房〈早稲田大学社研研究叢書〉、1968年11月。
- 『現代中国事典』講談社〈講談社現代新書 298〉、1972年11月。
- 『現代史への挑戦 中国の思想と科学技術』時事通信社、1976年6月。
- 『近代日本と中国 日中関係史論集』汲古書院、1989年3月。ISBN 9784762923692。

### 翻訳
- 許広平『暗い夜の記録』岩波書店〈岩波新書〉、1955年9月。
- 毛沢東『新民主主義論』大学書林〈大学書林語学文庫 No.2504〉、1956年2月。
- 孫文『三民主義』 上、岩波書店〈岩波文庫〉、1957年3月。
- 孫文『三民主義』 下、岩波書店〈岩波文庫〉、1957年5月。
- 毛沢東『毛沢東哲学論文選 実践論・矛盾論』角川書店〈角川文庫〉、1965年11月。
- 胡縄、陳錫祺、章開源、金冲及、李宗一『辛亥革命 中国近代化の道程』早稲田大学出版部、1986年3月。ISBN 9784657862044。
- 孫平化『日本との30年 中日友好随想録』講談社、1987年11月。ISBN 9784062021784。
- 廖承志 著、「廖承志文集」輯弁公室 編『廖承志文集』 上、徳間書店、1993年6月。ISBN 9784193451979。
- 廖承志 著、「廖承志文集」輯弁公室 編『廖承志文集』 下、徳間書店、1993年6月。ISBN 9784193451986。

### 共著
- 安藤彦太郎、寺尾五郎、宮田節子、吉岡吉典『日・朝・中三国人民連帯の歴史と理論』日本朝鮮研究所、1964年7月。
- 安藤彦太郎、新島淳良『中国語への招待』大学書林、1965年3月。

### 共編
- 安藤, 彦太郎、岩村, 三千夫、野沢, 豊 編『現代中国と孫文思想』講談社、1967年2月。
- 安藤彦太郎・新井宝雄 編『現代中国 その全体像』毎日新聞社、1973年11月。

### 共訳
- 梁漱溟、張東蓀、艾思奇 著、安藤彦太郎・尾崎庄太郎 訳『人間革命 中国知識人の思想改造』中国研究所、1952年3月。
- 鄭振鐸 著、安藤彦太郎・斎藤秋男 訳『書物を焼くの記 日本占領下の上海知識人』岩波書店〈岩波新書〉、1954年7月。
- 毛沢東 著、浅川謙次・安藤彦太郎 訳『文芸論』東方書店〈毛沢東問題別選 1〉、1967年5月。
- 毛沢東 著、浅川謙次・安藤彦太郎 訳『老三篇 新五篇』東方書店〈毛沢東問題別選 2〉、1967年9月。
- 毛沢東 著、浅川謙次・安藤彦太郎 訳『毛沢東』河出書房〈世界の大思想 第2期 第16巻〉、1967年10月。
- 毛沢東 著、浅川謙次・安藤彦太郎 訳『毛沢東』河出書房新社〈世界の大思想 35〉、1969年。
- 毛沢東 著、浅川謙次・安藤彦太郎 訳『毛沢東』河出書房新社〈世界の大思想 45〉、1972年4月。
- 毛沢東 著、浅川謙次・安藤彦太郎 訳『毛沢東』河出書房新社〈世界の大思想 ワイド版 第3期 第14巻〉、2005年5月。ISBN 9784309970844。
- 劉大年『近代中国儒学思想史』汲古書院、2007年7月。ISBN 9784762928161。

### 記念論文集
- 『安藤彦太郎教授定年退職記念論文集』早稲田大学政治経済学会〈早稲田政治経済学雑誌 第292・第293合併号〉、1988年1月。

収録：『ナチ体制における諸宗派と世界観団体』（清水望）, 『その後の英国行政法』（堤口康博）, 『第一次大戦下イギリス・エンジニアリング工業における賃金規制と全国賃金協約の成立』（古賀比呂志）, 『初期大山郁夫の政治道徳観』（藤原保信）, 『仏・CES型輸出関数とCES型対仏・対米輸出関数の計測と経済政策』（諏訪貞夫）, 『ディレンマの補佐機構』（片岡寛光）, 『二一世紀のアジア太平洋』（西川潤）, 『都制改革と行政構造』（寄本勝実）, 『SDIをめぐる論争点』（鴨武彦）, 『パラメトリックな方法による日独米自動車産業総生産性の計測』（中村慎一郎）

## 論文
- Cinii